# 己糖
己糖（英語：Hexose），又称为六碳糖，是含有6个碳原子的单糖，分子式为C6H12O6. 1位含有醛基的6碳糖称为己醛糖， 2位含有酮基的己糖称为己酮糖。己糖六個碳原子中有五個碳原子連上了羥基(-OH)，餘下的一個碳原子是屬於一個醛基(-COH)或是酮基(-CO-)的。葡萄糖分子的1位碳是屬於一個醛基的，所以葡萄糖是一種醛糖Aldose(ALDO=醛)。而果糖的2位碳則是屬於一酮基的，因此果糖是一種酮糖Ketose。
己糖中的醛基或酮基會與分子内的羟基反应，生成半缩醛或半缩酮环形结构。對葡萄糖來說，這個反應令1位碳透過一中間氧原子與5位碳原子產生連結，并生成一個由5顆碳原子及1顆氧原子組成的六边形環狀（吡喃环）結構，這個結構被稱為吡喃糖。而對果糖來說，這個反應令2位碳原子與5位碳原子經一顆氧原子連接起來，從而組成一由4顆碳原子和1顆氧原子組成的五边形（呋喃环）結構，這結構被稱為呋喃糖。己糖的链形与环形结构的比例取决于分子结构及其他的条件。

## ɑ-和β-形態的己糖
在環形結構中，葡萄糖有兩種異構形態，而它們都可在自然界見到。ɑ-葡萄糖中1位碳的羟基位於環形的平面之下而β-葡萄糖中1位碳的羟基則位於環形的平面之上，這項參數十分影響多糖的構成。而環形的果糖也同樣具有ɑ-和β-兩種異構形態。

## 己醛糖
己醛糖有四个手性中心， 有16种光学异构体(24)。根据5位的羟基的位置把己糖分为D/L构型。

D-阿洛糖 （Allose）
D-阿卓糖 （Altrose）
D-葡萄糖 （Glucose）
D-甘露糖（Mannose）
D-古洛糖 （Gulose）
D-伊杜糖 （Idose）
D-半乳糖（Galactose）
D-塔罗糖（Talose）

除了D-阿卓糖，这些D型糖都是天然存在的糖。而L-阿卓糖已经被从溶纤维丁酸弧菌（Butyrivibrio fibrisolvens）中分离出。

### 半缩醛环式
1926年，己糖的半缩醛环式结构被发现，此型式己糖亦即吡喃糖。s.。D-葡萄糖和D-甘露糖的半缩醛环式结构如下：

## 己酮糖

果糖结构

己酮糖是分子中有酮基的己糖，主要有阿洛酮糖、果糖、山梨糖、塔格糖等。己酮糖有三个手性中心，因此有8个光学异构体(23)。据目前所知，其中仅有3个D型糖和1个L型糖是自然存在的。

D-阿洛酮糖（Psicose）
D-果糖（Fructose）
D-山梨糖（Sorbose）
D-塔格糖（Tagatose）